# Pascuas piamontesas

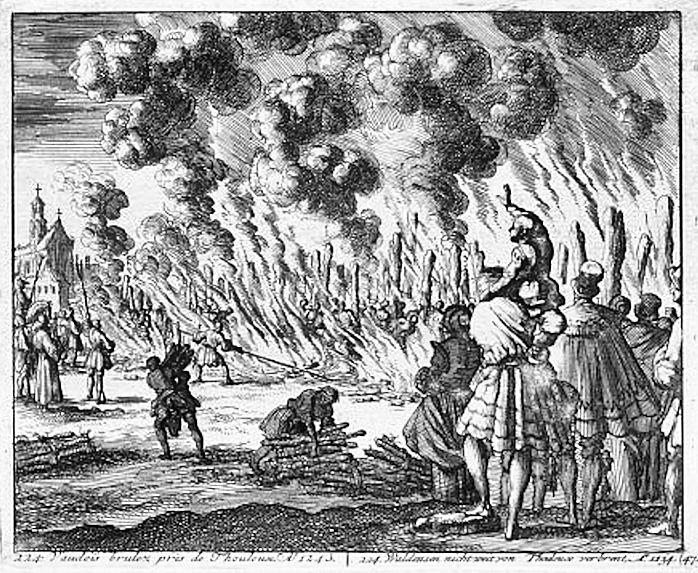

El término  Pascua piamontesa  se refiere a las persecuciones, en Piamonte, de las que fueron víctimas los Valdenses en los Valles Valdenses, especialmente en el año 1655, por el ejército del Duque de Saboya, llevado a cabo con la aprobación de la Papa Alejandro VII. Las campañas militares, luego detenidas por un movimiento de opinión internacional, llevaron a la muerte, según las fuentes valdenses, a 1712 personas.

## Antecedentes
Las relaciones entre las comunidades de profesión religiosa Valdenses del Piamonte occidental y el Ducado de Saboya se vio deteriorado después de la muerte de Víctor Amadeo I (1637), con el ascenso al trono de Carlos Manuel II de Saboya bajo la regencia de su madre, María Cristina de Francia.
Las luchas entre esta última y los hermanos de Víctor Amadeo, que querían para sí la regencia, llevaron a ambas partes implicadas a buscar el favor, tanto como fuera posible, del poder eclesiástico de la Iglesia católica.
En este marco, traicionando los compromisos asumidos en virtud de la Paz de Cavour, el gobierno ducal provocó una reducción progresiva de la libertad de los valdenses habitante en los Valles Valdenses de Piamonte, que se vieron obligados a retirarse más profundamente en las montañas, mientras que al mismo tiempo impulsaron la "catolización" forzada de la zona, proceso favorecido con la instalación de conventos y el incentivo a la conversión a la fe oficial católica.
Edictos sucesivos reducen gradualmente las libertades de los Valdenses, hasta que el decreto del 15 de mayo de 1650.
En los años siguientes, varios episodios ocurrieron a continuación, diseñados para aumentar la tensión y buscar un casus belli. En 1653 los valdenses fueron acusados de incendiar el convento de Villar Pellice. Este evento, sin embargo, no impidió la firma, el mismo año, de un tratado entre el Ducado y los valdense restableciendo, al menos parcialmente, los privilegios preexistentes, revocando el decreto de 1650. Posteriormente, otros jóvenes valdenses fueron acusados de haber derribado una ermita y otros jóvenes por obstruir la ejecución de una procesión católica haciéndola atravesar por un burro fuera de control.
En el mismo período murió la marquesa Pianezza (en la entrada de Turín), un personaje muy activo en el proceso de recatolización de los valles. La marquesa, al fallecer, dejó sus bienes a su marido el Marqués de Pianezza, Carlo Emanuele de Simiana, militar de carrera y funcionario de alto rango de la Propaganda Fide, con la condición de que tendría que utilizar para facilitar la conversión de los valdenses. Muston sostiene que la congregación Propaganda Fide, apoyada por la Compañía de Jesús, fue muy activa en presionar a los duques de Saboya y en los círculos de la corte (incluyendo el marqués de Pianezza), en el objetivo final de "extirpar la herejía de los valles".
El Ducado de Saboya comenzó a prepararse para una acción militar. Para este fin, el gobierno del Ducado pensó también aprovechar el paso de las tropas francesas que regresan de Módena, acuartelándolas en los valles valdenses y utilizarlos para la acción militar. El verdadero casus belli se produjo en 1655, con el asesinato de un sacerdote católico en Torre Pellice: el asesino (un tal Berru), bajo la promesa de inmunidad acusó falsamente al moderador valdense Jean Léger, que fue condenado a muerte en contumacia.
Un edicto del 15 de enero de 1655 exigió la aplicación del Decreto de 1650, en particular cuando este preveía que los valdenses abandonaran los territorios más aguas abajo y se retiraran a los territorios de Angrogna, Bobbio Pellice, Villar Pellice y Rorá. Los valdenses fueron capaces de obtener que el decreto fuese restringido temporalmente solamente a los jefes de las familias, que se retiraron casi todos a Angrogna, y al mismo tiempo se trató de establecer una mesa de negociación con el ducado, que confió la gestión de la cosa en el Consejo de Propaganda Fide. Las negociaciones duraron hasta abril de 1655, cuando una delegación valdense debería haber sido recibida por el Marqués de Pianezza. Este, sin embargo, les hizo esperar en vano, y el 16 de abril, por la noche, salió de la ciudad, y se unió a su ejército que estaba ya en marcha hacia los valles valdenses.

## La captura deTorre Pellice
Las operaciones militares comenzaron el 17 de abril de 1655, cuando el marqués de Pianezza pidió a la localidad de Torre Pellice permiso para acuartelar 800 soldados y 300 de caballería.
Los valdenses se negaron, diciendo que no podían dar refugio en una ciudad donde la mayoría de los residentes no estaban de acuerdo con el decreto del 15 de enero. La misma tarde, las tropas del marqués remontaron el valle sin molestias, y acamparon bajo los muros de Torre Pellice. Los valdenses, inciertos sobre el significado de las operaciones del marqués, y por temor a empeorar las relaciones con el duque, no se pusieron a la defensiva. Solo Giosué Janavel, un habitante de Rora, fue favorable para iniciar la acción de resistencia activa inmediatamente, y de hecho desde el mes de febrero anterior había empezado a reunir voluntarios para posibles operaciones militares.
El marqués repite la solicitud de acantonamiento, y ante una nueva negativa de los valdenses lanzó un ultimátum a la ciudad. Los habitantes organizaron apresuradamente defensas, y las tropas del marqués atacaron la ciudad a las 10 p. m.. Después de tres horas de combate, en el que ambas partes mantuvieron sus posiciones, los atacantes lograron sortear las barricadas de los defensores y entrar en la ciudad desde atrás. Los defensores, ahora rodeados, lograron romper el segundo frente de los asaltantes y escaparon, retirándose a las montañas, mientras que las tropas del marqués tomaron posesión de la ciudad. Al día siguiente, Domingo de Ramos, el Marqués dejó tropas en la caza de los fugitivos, mientras que en la noche llegaron a Torre Pellice nuevas tropas del Ducado.
El ejército del marqués formado ahora por varios miles de hombres. Las cifras exactas divergen; el Muston habla de 15.000 hombres, citando el testimonio de Jean Léger, presente en los hechos; el sitio del municipio de Pinasca, basándose en los estudios historiográficos más recientes, habla de 4.000 hombres; la página sabaudia.org lleva la cifra a 40.000 hombres, sin citar fuentes, las tropas se dividieron en cuatro regimientos, mandados respectivamente por el Sr. de Petit-Bourg, el marqués Galeazzo, el príncipe de Montafon, y el marqués de San Damián. Era un ejército bastante heterogéneo: a los soldados se unieron los voluntarios; delincuentes comunes; y, un contingente irlandés. Estos últimos fueron banidos de la Inglaterra de Cromwell por haber cometido varias masacres de protestantes, y se unieron a las tropas Pianezza con la promesa de recibir en pago la tierras que se habrían conquistado a los valdenses.

## Las matanzas
El domingo 18 de abril, después de la fuga, los valdenses huidos de Torre Pellice se había refugiado en las montañas, y allí comenzaron a preparar las defensas. Al día siguiente, 19 de abril, de tropas de Pianezza atacaron a los valdense en Torre Pellice, Luserna San Giovanni, Angrogna y Bricherasio, pero fueron rechazados en cada oportunidad. Al día siguiente, 20 de abril hubo más ataques en Luserna San Giovanni y Tagliaretto, estos también rechazados. Entonces Pianezza cambió de táctica. En la mañana del 21 de abril, hizo convocar a los representantes de los valdenses; a éstos afirmó que los ataques no eran queridos por él, pero que eran debidos a la indisciplina de las tropas, que se habían lanzado a acciones no autorizadas.
Imputando estos hechos a la dificultad de contener a un ejército tan numeroso, propuso separar las tropas y alojarlos en grupos pequeños en todos los pueblos de la parte alta de los valles, de modo que fueran más fáciles de controlar. Los representantes de los valdense apoyaron el proyecto casi por unanimidad, con las únicas excepciones de Léger y Janavel. Este último volvió a Rorá, mientras que esa misma noche las tropas del marqués se instalaron en el valle principal y en el valle de Angrogna. En este último valle se esperaba la presencia de un solo regimiento. Se presentaron sin embargo dos, y uno de ellos prendieron fuego a las casas de Tagliaretto.
El fuego alarmó a los habitantes del valle, donde, como se ha mencionado, se había refugiado casi todos los jefes de las familias que huyeron de la parte baja valle después del decreto de 25 de enero; todos los hombres adultos huyeron al valle del Chisone, entonces bajo dominio francés, se quedaron en el pueblo solo las mujeres, niños y ancianos. En el valle principal, el ascenso de las tropas sucedió en forma menos clamorosa; sin embargo se produjeron incidentes aislados de violencia, con casas quemadas y personas muertas, pero la noticia de estos acontecimientos no tenía forma de difundirse. El valle del Pellice fue completamente ocupado por las tropas del marqués, excepto la zona de Rorá, que permaneció sin vigilancia.
En los días siguientes, las tropas del marqués mantienen una cierta contención, tratando de ganarse la confianza de la población. En Angrogna, en particular, trataron de convencer a la población que permaneció en casa para llamar de vuelta a los fugitivos, algunos de los cuales en realidad volvió a entrar en el pueblo. Sábado 24 de abril, la víspera de la Pascua, a las 4 de la mañana, a una señal acordada, emitida desde el castillo de Torre Pellice comenzaron las operaciones.
Los soldados atacaron con las armas en la población civil, abandonándose a violaciones y torturas, y gran parte de la población fue masacrada en el acto. Los irlandeses, en particular, se destacaron por su ferocidad.
Parte de los valdenses sobrevivientes logró refugiarse en Queyras,
mientras que muchos de los supervivientes restantes fueron capturados y trasladados a diferentes prisiones, donde muchos de ellos permanecería durante años, sometido a más torturas; muchos otros fueron convencidos por la fuerza a convertirse al catolicismo. Los niños huérfanos o dispersados de otro motivos se recogieron y se confiaron a familias católicas. Se acaba de salvar la población de San Martino en valle de Germanasca, que, advertido por el católica Emanuele Boocchiardo, consiguieron huir a la parte alta del valle del Chisone. En los valles, se prohibió el culto protestante, y la población fue obligado a retractarse. El comandante de uno de los cuatro regimientos, el Señor de Petitbourg, se dio cuenta de los planes del marqués, se negó a participar, y renunció a la comandancia.

### Balance de la matanza

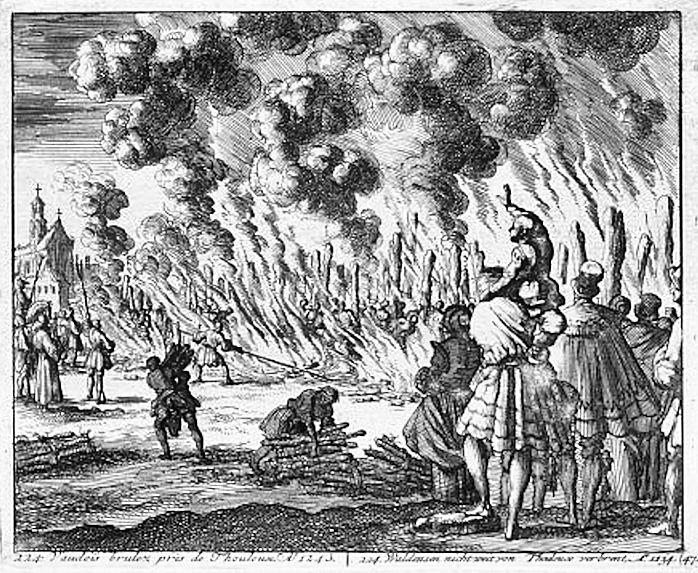
Valdenses en la hoguera

Las víctimas se concentraron principalmente en: Pra del Torno, Villar Pellice, Bobbio Pellice, Rorá y Prali.
El balance final, de acuerdo con un documento Valdense de 1656, era de 1712 muertes entre hombres y mujeres; Además, 148 niños fueron sacados de los valles y confiados a familias católicas.
Según las fuentes católicas recientes tratando de minimizar la masacre indican que el número de víctimas era mucho menor. Varios documentos citados por Muston mencionan unas pocas docenas de muertes; un documento habla de 50 muertos, otro 10 o 12 muertos. Un informe oficial de 11 de mayo, sin embargo, habla de 160 muertes en Bobbio Pellice y 150 en Villar Pellice; Muston, extrapolando estos datos a todos los valle, estima al menos 2.000 muertes.
El marqués de Pianezza siempre afirmó que no había habido ninguna acción en contra de la población civil, pero en el diario de uno de los oficiales del marqués de San Damiano se confirman varias escenas de tortura. El mismo Sr. Petitbourg el 27 de noviembre de 1655, publicó una declaración jurada, firmada en presencia de testigos, en el que declaró que él fue testigo de la tortura y los homicidios indiscriminados de civiles.

Un Valdense contemporánea describe así los hechos: " Hombres sacrificados expuestos a la burla de los viajeros ',
bebés arrancados del seno materno y aplastados contra las rocas:
niñas y mujeres ultrajadas, empaladas por las calles "
 Giordano Bruno Guerri,  anti-historia de la italiana , Mondadori, Milán, 1997, página 147

## La defensa deRorá
Como se mencionó anteriormente, Rorá no estaba abierta. En la mañana del 24 de abril un batallón de 500 o 600 hombres del regimiento de San Damiano, bajo el mando del conde Cristoforo de Lucerna, conde de Rora, avanzó hacia Rorá desde Villar Pellice. Janavel vio a los hombres llegan, y con seis compañeros se situó en un paso obligado en proximidad de la Roccia Rumer. Aquí, aprovechando el conocimiento local, los métodos de guerra psicológica, y el elemento de sorpresa, el puñado de valdense logró poner a los atacantes en fuga.
Janavel advirtió a los aldeanos, que, sin darse cuenta de las matanzas de ese mismo día, que enviaron una delegación a presentar una protesta al marqués de Pianezza. Él volvió a aseverar que se trataba de un error, y les aseguró que no se repetiría. El 25 de abril, otro batallón se acercó Rorà desde el monte Cassulet. Janavel, con otros 17 hombres, otra vez los esperó en una posición favorable: los 12 mosqueteros y 6 honderos valdense lograron ahuyentar a los atacantes, e incluso siguiéndolos les han causando pérdidas significativas.
Pianezza envió al conde de Rorà el pueblo para tranquilizar a los habitantes, y al mismo tiempo se dedicó a organizar una nueva expedición. En la noche entre el 26 y 27 de abril los habitantes, al parecer, no tranquilizados por el conde, abandonaron Rorà y se refugiaron en las laderas del Monte Frioland. El 27 de abril, un batallón del marqués entró en Rorá, quemado algunas casas y al retirarse se llevaron un botín, incluyendo vacas y ovejas. Janavel con sus 17 hombres les esperaba en el camino de vuelta, y con sus hombres los atacó en la localidad de Damasser. El regimiento, impedido en sus movimientos por el botín sacado de Rorá, dobló hacia Villar Pellice, pero Janavel le precedió en el camino y lo atacó por segunda vez en Pian del Pra; sorprendidos, los hombres del Marqués se desbandaron y huyeron, dejando todo el botín, que fue recuperado por los habitantes. El marqués recogió un nuevo regimiento, que se encomendó el mando del conde Mario di Bagnolo. El 28 de abril, dividido en dos columnas, el regimiento subió hacia Rorá. Las tropas Janavel se habían reforzado, alcanzando a 30-40 hombres.
Los valdenses interceptaron nuevamente una de las columnas en la roca Rumer, pero la segunda columna se acercó desde arriba poniéndolos en riesgo. Al percibirlo, Janavel condujo a sus hombres hacia la cresta por encima; los valdenses cruzaron con ímpetu la segunda columna y se pusieron en una posición dominante, desde donde, aprovechando la ventaja, lograron repeler a las tropas del marqués, que perdieron 65 hombres. Los valdense luego persiguieron a los soldados que huían, interceptándolos en un paso obligado causándoles otras pérdidas sustanciales. El mismo conde de Bagnolo fue herido y murió pocos días después en Luserna.
Pianezza decidió entonces un ataque masivo. Se reunieron 10.000 hombres, y el 3 de mayo, los envió en tres grupos separados: uno a Rorà desde Bagnolo, uno de Villar Pellice, uno de Luserna. Janavel interceptó las tropa por Villar y les dio batalla, pero los otros grupos entraron en el valle, quemaron y saquearon el pueblo, masacraron a muchos habitantes, y apresaron los sobrevivientes.
Janavel abandonó la batalla y se retiró con su tropa en el valle de Luserna. El marqués de Pianezza pudo declarar la victoria sobre los "herejes". en ese día. El 6 de mayo, en una comunicación al Duque de Saboya, el marqués anunció que había resuelto el problema Valdense con estas palabras:

Ya han plantado las señales victoriosos de todo el recinto de estas montañas alpinas ... ya no se sienten armas rebeldes, todo está desierto ... perversidad extinta
 Iglesia Valdense - 350 aniversario de la Pasque Piedmont

El 4 de mayo, Pianezza lanzó un ultimátum a Janavel. Amenazó con hacer torturar a la esposa y las hijas del líder valdense, hecha prisioneras el día anterior, si no se rendían; También amenazó con poner un precio a su cabeza, y prometió que si no se hubiera entregado de forma espontánea, en caso de ser arrestado sería sometido a torturas my pesadas. Janavel rechazó el ultimátum, e inmediatamente Pianezza puso precio a su cabeza. Janavel recuperó su hijo, que estaba bajo la custodia de un familiar en Villar, y huyó al Delfinado con su gente; aquí puso su hijo a salvo, y se esforzó para su tropa descansase y se alimentara.

## Reacciones internacionales
Léger, huyó con Janavel, se fue a París, donde se activó para difundir noticias de la matanza. Posteriormente, también se trasladó a Holanda e Inglaterra. Al mismo tiempo, la duquesa de Saboya se activó en Francia, pidiendo al cardenal Mazarino para evitar el acceso de los refugiados a Francia.
Ante la negativa del cardenal, la duquesa pidió que los refugiados fueran a, por lo menos 3 días de viaje a partir de la frontera, pero nuevamente Mazarino se negó. La duquesa finalmente tuvo éxito en lograr que Francia prohibiera a sus súbditos abandonar el país para ayudar a los valdenses. En el extranjero, por su parte, la noticia de la matanza comenzó a extenderse, provocando fuertes reacciones. En muchos países, protestantes (Inglaterra, Holanda, Suecia, sino también Alemania y Francia) se llevaron a cabo ayunos públicos para los valdenses, y se abrieron suscripciones. Oliver Cromwell ofreció a los valdenses recibir refugiados en Irlanda, pero los valdense le pidieron que envíe más bien un Embajador Plenipotenciario a Turín para defender su caso, solicitud que Cromwell aceptó con prontitud. El poeta John Milton escribió un soneto basado en los hechos, On the Late Massacher (sic) in Piemont (en las recientes masacres de Piamonte) Francia dio la bienvenida a los refugiados, que fueron puestos bajo la protección del rey. La corte de Saboya intentó en este punto de negar los hechos históricos, pero sin éxito.

## La resistencia valdense
Después de algunos días para restablecerse, Janavel y su gente vovieron a los valles, y se establecieron en la "Pelaia de Geymet". Desde aquí Janavel había intentado sin éxito apoderarse Lusernetta, inaugurando el contador de fase de las tropas valdenses. Este hecho provocaba miedo en los pueblos al pie de las montañas. Un contingente irlandés tenía su sede en Bibiana en su defensa, pero los soldados se entregaron a tales excesos que la propia población llegó a tomar las armas y expulsarlos.
Después de un mes de exilio, incluso los prófugos del valle de Angrogna, dirigido por Bartolomeo Jahier, volvieron a los valles, posicionándose en Angrogna y Pramollo. Jahier invitó a Janavel unirse con él y sus tropas, y el 27 de mayo los dos grupos se reunieron en las márgenes del torrente Angrogna. La misma tarde atacaron Garzigliana, sin éxito. Al día siguiente, atacaron Pinerolo, esta vez con éxito. Entrando a la ciudad, se encontraron con una guarnición de irlandeses, que fue masacrada. En total murieron 700 o 800 irlandeses y 650 piamonteses; de acuerdo con Muston, habitantes desarmados se salvaron, a excepción de una niña que fue asesinada por una bala perdida.
La onda de terror resultante puso a la opinión pública en contra de Pianezza. Este pone una recompensa por la captura de los principales jefes valdenses (300 ducados sobre la cabeza de Janavel, 600 en la de Jahier), pero sin embargo las tropas valdenses continuaron aumentando, reforzadas por voluntarios de Queyras y de la val Chisone, así como por grupos de voluntarios Hugonotes de Francia. El 2 de junio, los valdenses atacaron Bricherasio. El ataque fracasó, pero logró infligir importantes bajas en las tropas de Pianezza. Unos días más tarde, Janavel atacó una columna en tránsito desde Luserna, al frente de Mirabouc, causando graves pérdidas.
Janavel se mueve entonces a Villar Pellice, donde muchos se habían convertido al catolicismo, y logró convencer a mucha gente a unirse a sus tropas. En este punto, las tropas de Janavel y Jahier alcanzaron unos 600 hombres, divididos en dos grupos aproximadamente iguales dirigidos por dos comandantes, y tenían su sede en el sector de Verné, cerca de Angrogna. Los dos equipos conjuntos atacaron luego Torre Pellice; también en este caso el ataque fracasó, pero se infligió cuantiosas pérdidas para los defensores.
Jahier partió para un expedición en busca de suministro a Crissolo; el pueblo, que había apoyado a las tropas de Pianezza, fue saqueado. Mientras tanto, las tropas de San Secondo y de los pueblos vecinos atacaron los valdenses de Angrogna, pero fueron rechazados. A su regreso, Jahier se fue a Pragelato para vender parte del botín. Después de 8 días, el 13 de junio Janavel decidió atacar Luserna a solas con su gente; pero mientras tanto había llegado un nuevo regimiento de los defensores, y Janavel tuvo que retirarse.
El 15 de junio, Pianezza atacó a las tropas de Janavel en Angrogna con 3000 hombres.
Janavel la retiró a las montañas altas, allí se enfrentó a los atacantes durante 5 horas, después contraatacó, dispersando a los atacantes. En ese momento, volvieron Jahier y sus tropas; los dos grupos se unieron y atacaron a las tropas de Pianezza en San Giovanni, donde estas se estaban reagrupando. Aquí Janavel fue gravemente herido por una bala; tuvo justo el tiempo para dejar el control de Jahier, antes de perder el conocimiento. Fue llevado a Pinasca, donde fue tratado, y en seis semanas se recuperó. Jahier, mal aconsejado por un traidor, esa noche trató de atacar Osasco; atraídos a una emboscada, lo mataron con sus tropas.
A pesar de la pérdida de Janavel y Jahier, las tropas valdenses no se disolvieron. Desde el exterior llegaron soldados y comandantes en su refuerzo. Incluso volvió Léger, y el día después de su llegada se trasladó al territorio de Angrogna, con parada en la colina Vaccera. Esa noche, algunos exploradores valdenses se encontraron con un regimiento de piamonteses, formado por voluntarios de la tierra de la llanura, dirigida a atacar a los valdenses en Angrogna; los exploradores tuvieron éxito en la advertencia a sus compañeros acampados en Vaccera, donde, el día siguiente los piamonteses atacaron, y fueron rechazados después de un día de lucha. Unos días más tarde, una expedición de la guarnición de Torre Pellice también fue rechazada, y el contraataque de los valdenses llegó a los mismos límites de la ciudad.
Unos días más tarde, el 26 de julio, los valdenses llevaron a cabo un nuevo ataque a Torre Pellice. Comandante en jefe de las tropas fue el francés Descombies, que había llegado el 17 de julio, quien fue capaz, también, de organizar un pequeño escuadrón de caballería.
Incluso Janavel, parcialmente rimessosi, había vuelto a unirse a las tropas, aunque no estaba todavía en condiciones de participar de la lucha. Sin conocer suficientemente bien la capacidad de las tropas valdenses, Descombes confió en sus tropas francesas, que llevaron a cabo un reconocimiento de las defensas de Torre Pellice y declaró la ciudadela inexpugnable.
Los exploradores fueron, sin embargo, de escolta, y las autoridades de Torre Pellice comunicaron la noticia a Luserna, desde donde partió un regimiento bajo el mando del capitán de Marolles al rescate. Los valdenses se retiraron, pero dos comandantes de los valles, Bellin y Peironnel, decidieron tentar un asalto; fueron seguidos por cerca de la mitad de las tropas, incluyendo Janavel, que se quedaría en el puesto de observación superior, mientras Descombes llevó el resto de las tropas para Vaccera. Los valdenses atacaron con ímpetu, rompieron las defensas cerca del convento de los capuchinos, al que prendieron fuego, y atacaron la ciudadela. Esta ya estaba negociando la rendición, cuando Janavel vio llegando el regimiento de Marolles, y sonó la retirada antes de que sus tropas fueron rodeados por la caballería.

## Las Patentes de Gracia
Mientras tanto, los diplomáticos europeos se habían movido a favor de los valdenses. El Rey de Francia había asegurado su apoyo en un documento dirigido a Cromwell, y había dado instrucciones a su embajador en Turín, de Servient, para interceder en la causa valdense. El mismo Cromwell había enviado a su plenipotenciario, Morland, para defender la causa valdense. Incluso los Países Bajos y Suiza habían enviado a sus representantes. Frente a las demandas de los embajadores (especialmente Morland), la duquesa de Saboya declaró estar sorprendido de que embajadores de países tan lejanos pudieran escuchar voces tan inexactas; que, no hubo atrocidades, pero el castigo moderado y paterno a los súbditos rebeldes, que ningún monarca podía perdonar; pero aun así, los perdonaría.
Morland repartió, de inmediatamente comenzaron las negociaciones entre la corte de Turín y los representantes de los valdenses, asistidos por los embajadores de Suiza y de Servient; permanecieron excluidos de las negociaciones los embajadores de Gran Bretaña y de los Países Bajos. El 18 de agosto de 1655 se firmaron a Pinerolo Las Patentes de Gracia, lo que garantiza el "perdón" de los valdenses por su "rebelión armada", y restablecían, por lo menos parcialmente libertades civil y religiosa de los valdenses, pero introduciendo nuevas restricciones a las preexistentes en el tratado Cavour de 1561, en particular la prohibición de residir en la margen derecha del río Pellice, en Luserna, Lusernetta, Bibiana, Campiglione Fenile, Garzigliana, Bricherasio y Pinerolo.
Muston señala que la gestión tanto de las persecuciones como de las negociaciones se puede atribuir más a la duquesa regente de Saboya María Cristina que al Duque Carlo Emanuele II, así se evidenciaría también en algunas frases de la misma patente.

## Después de las Patentes de Gracia
Los términos de las Patentes de la Gracia no se han respetado plenamente, y las tensiones entre el Ducado y la comunidad valdense continuaron. Janavel se mantuvo escondido, con la intención de continuar la lucha armada, y recibió una sentencia de muerte en ausencia en 1661. En 1663, hubo un ulterior levantamiento valdense dirigido por él, pero no obtuvo resultados. Un sínodo valdense en el mismo año desautorizó Janavel, que tuvo que expatriarse a Ginebra, mientras que Léger se trasladó a Leiden; en 1664 el duque de Saboya firmó las nuevas Patentes, que durarían hasta las nuevas persecuciones de 1685.